# Guido Calabresi
Guido Calabresi (Milano, 18 ottobre 1932) è un giurista italiano naturalizzato statunitense, considerato insieme a Ronald Coase il fondatore dell'analisi economica del diritto.
Fu preside della Yale Law School, dove è professore dal 1959.

## Biografia
Nato a Milano nel 1932 dal cardiologo Massimo Calabresi e dalla studiosa Bianca Maria Finzi-Contini si trasferì con la famiglia a New Haven, nel Connecticut, in seguito all'emanazione delle leggi razziali fasciste, ottenendo la cittadinanza statunitense nel 1948.

### Formazione
Nel 1953 si laureò in scienze presso lo Yale College dell'omonima università, specializzandosi in economia, e nel 1955 ricevette un bachelor of arts dal Magdalen College dell'Università di Oxford. Successivamente, nel 1958, si laurea in legge dalla Yale Law School, lavorando poi come consulente legale per il giudice associato della Corte suprema statunitense Hugo Black. Ha ottenuto inoltre un master in scienze politiche, filosofia ed economia dall'Università di Oxford nel 1959, una laurea magistrale honoris causa in giurisprudenza dall'Università degli Studi di Pavia nel 1987, una seconda laurea honoris causa in giurisprudenza dall'Università degli Studi di Brescia nel 2013 ed una terza laurea honoris causa, in economia, dall'Università Cattolica del Sacro Cuore nel 2023.

### Carriera professionale
Calabresi frequentò la facoltà di Giurisprudenza di Yale come completamento al suo incarico presso la Corte Suprema, diventando il più giovane professore alla Yale Law School, della quale fu preside dal 1985 al 1994. Attualmente è professore emerito alla Yale Law School. È inoltre membro del Connecticut Bar e, dal 1971 al 1975, fu consigliere comunale a Woodbridge in Connecticut sua città di residenza.
Calabresi è, insieme con Ronald Coase, uno dei fondatori dell'analisi economica del diritto. I suoi contributi pionieristici alla materia comprendono l'applicazione dell'analisi economica nel diritto civile. Sotto la sua leadership intellettuale e amministrativa, la Yale Law School divenne un punto di riferimento dell'analisi economica del diritto.
Fu premiato con più di quaranta lauree honoris causa dalle Università di tutto il mondo. Il 9 febbraio 1994 il presidente statunitense Bill Clinton lo nominò giudice della U.S. Court of Appeals for the Second Circuit; la nomina fu ratificata dal Senato il 18 luglio 1994, e ricevette il suo incarico il 12 luglio. Entrato in carica il 16 settembre 1994, sostituendo Thomas Joseph Meskill, fu autore di una serie di importanti pronunce.
Nel 2006 Yale creò la cattedra di legge Guido Calabresi, con Kenji Yoshino facente funzioni di professore inaugurale. Nel folto gruppo di ex allievi di Calabresi vi sono: Samuel Alito, la studiosa femminista di diritto Catherine MacKinnon, il professore presso la Harvard Law School Richard H. Fallon, Jr., Clarence Thomas, Sonia Sotomayor, Michael Mukasey, Gregory Craig, il senatore John Danforth, Kenneth Abraham, la professoressa Catherine Sharkey e lo studioso di diritti civili e umani Kenji Yoshino.
Infine è autore di quattro libri e più di 100 articoli di diritto e argomenti correlati. Il suo saggio "Property Rules, Liability Rules and Inalienability: One View of the Cathedral,"  Harvard Law Review (1972) è uno dei lavori scientifici più citati nella letteratura giuridica statunitense.

## Opere principali
- Some Thoughts on Risk Distribution and the Law of Torts, Yale Law Journal (1961)
- The Cost of Accidents: A Legal and Economic Analysis, Yale University Press (1970)
- Property Rules, Liability Rules and Inalienability: One View of the Cathedral, Harvard Law Review (1972)
- The Future of Law and Economics: Essays in Reform and Recollection, Yale University Press (2016)